# 新書レーベル一覧
新書レーベル一覧（しんしょレーベルいちらん）は、主な新書の出版社別レーベルの一覧である。ノベルズに分類されるものについてはノベルズを参照。

## あ
- 朝日新聞出版 - 朝日新書
- 岩波書店 - 岩波新書 / 岩波ジュニア新書
- 潮出版社 - 潮新書
- SBクリエイティブ - SB新書 /SBビジュアル新書 /サイエンス・アイ新書
- NHK出版 - NHK出版新書
- エムディエヌコーポレーション- MdN新書（2020年4月創刊）

## か
- KADOKAWA - 角川新書 / eロマンス新書
- 河出書房新社 - 河出新書　/　KAWADE夢新書
- 幻冬舎 - 幻冬舎新書 / 幻冬舎ルネッサンス新書 / 経営者新書
- 廣済堂出版 - 廣済堂新書
- 講談社 - 講談社現代新書 / ブルーバックス / 講談社+α新書
- 交通新聞社 - 交通新聞社新書
- 光文社 - 光文社新書

## さ
- 産経新聞出版 - 産経セレクト
- 詩想社 - 詩想社新書
- 実業之日本社 - じっぴコンパクト新書
- 集英社 - 集英社新書
- 集英社インターナショナル - インターナショナル新書
- 小学館 - 小学館新書
- 祥伝社 - 祥伝社新書
- 新潮社 - 新潮新書
- 星海社 - 星海社新書　※発売元：講談社。
- 青春出版社 - 青春新書プレイブックス / 青春新書インテリジェンス

## た
- 宝島社 - 宝島社新書
- 筑摩書房 - ちくま新書 / ちくまプリマー新書
- 中央公論新社 - 中公新書  / 中公新書ラクレ
- ディスカヴァー・トゥエンティワン - ディスカヴァー携書

## な
- 日本経済新聞出版社 - 日経文庫 / 日経プレミアシリーズ

## は
- 早川書房 - ハヤカワ新書（2023年6月創刊）
- PHP研究所 - PHP新書 / PHPビジネス新書
- フォレスト出版 - フォレスト2545新書
- 扶桑社 - 扶桑社新書
- 文藝春秋 - 文春新書
- 平凡社 - 平凡社新書
- ベストセラーズ -ベスト新書
- ポプラ社 - ポプラ新書

## ま
- マイナビ - マイナビ新書
- マガジンハウス - マガジンハウス新書（2022年1月創刊）
- 丸善出版 - 丸善ライブラリー / サイエンス・パレット

## ら
- リベラル社 - リベラル新書（2022年11月創刊）

## わ
- ワニブックス - ワニブックスPLUS新書

## 専門新書

### あ行・か行
- イースト・プレス - イースト新書 / イースト新書Q
- インプレスジャパン - できるポケット
- 旺文社 - 大学JUKEN新書
- 学研パブリッシング -  ムー・スーパー・ミステリー・ブックス
- 近代消防社 - 近代消防新書
- 現代短歌社 - 現代短歌社新書
- 幻冬舎メディアコンサルティング - 幻冬舎ルネッサンス新書
- コアマガジン - コア新書
- 交通新聞社 - 交通新聞社新書

### さ行・た行
- 上智大学出版 - 上智大学新書（発売元：ぎょうせい）
- 信山社 - 信山社新書
- 新典社 - 新典社新書
- 創成社 - 創成社新書
- 淡交社 - 淡交新書
- 中央公論新社 -中公クラシックス

### な行～わ行
- にんげん出版 - モナド新書
- 白水社 -文庫クセジュ / 白水Uブックス
- 文化科学高等研究院出版局 - 知の新書
- 山と溪谷社 - ヤマケイ新書
- リーダーズノート - リーダーズノート新書
- ロングセラーズ - ロング新書
- 早稲田大学出版部 - 早稲田新書
- ワック - WAC BUNKO

### 地方出版社（郷土本）
- 秋田魁新報社 - さきがけ新書
- 桂書房 - 桂新書
- 熊本日日新聞社 - 熊日新書（1999年創刊）
- 中部経済新聞社 - 中経マイウェイ新書
- 長崎新聞社 - 長崎新聞新書（2001年創刊）
- ボーダーインク - ボーダー新書
- 北海道出版企画センター - 北方新書
- 有隣堂 - 有隣新書

## 廃刊・休刊
- ジェトロ・アジア経済研究所 - アジアを見る眼
- 青木書店 - 青木新書
- 朝日新聞社 - アサヒ相談室 / 朝日文化手帖
- アスコム - アスコムBOOKS
- アルク - アルク新書
- 池田書店 - 実用新書
- エネルギーフォーラム - EF新書
- イズムインターナショナル - ism新書
- 岩波書店 - 岩波アクティブ新書
- ヴィレッジブックス - ヴィレッジブックス新書
- ウエップ - ウエップ俳句新書
- エヌピー通信社 - NP新書
- 旺文社 - 旺文社新書
- オークラ出版 - オークラNEXT新書
- 音楽之友社 - 音楽新書
- 角川書店 - 飛鳥新書 / 角川新書
- KADOKAWA アスキー・メディアワークス - アスキー新書
- KADOKAWA 角川書店 - 角川oneテーマ21
- KADOKAWA 角川マガジンズ - 角川SSC新書
- KADOKAWA メディアファクトリー -  メディアファクトリー新書
- 学研パブリッシング - エルブックス / パーゴルフ新書 / 学研合格新書 / 学研新書
- 学芸みらい社 ‐ 学芸みらい教育新書
- 河出書房新社 - 法学新書
- 木楽舎 - SOTOKOTO快体新書、ソトコト新書
- 技術評論社 - 技評SE新書
- 紀伊國屋書店 - 紀伊國屋新書
- 協同出版 - 教職課程新書
- 近代映画社 - SCREEN新書
- クリピュア - クリピュア新書
- 教育社 - 歴史新書 / 教育社入門新書 / 教育社新書
- 近代文藝社 - 近代文芸社新書（日本全国歌人新書 / 現代日本詩人新書 / 日本全国俳人新書）
- 慶應義塾大学出版会 - 慶應義塾大学三田哲学会叢書
- 経済界 - リュウ・ブックス / アステ新書 / 経済界新書
- 元々社 - 民族教養新書
- 幻冬舎 - 幻冬舎新書ゴールド / ゲーテビジネス新書 / 幻冬舎エデュケーション新書
- 幻冬舎メディアコンサルティング - 経営者新書 / 黄金律新書
- 廣済堂あかつき - 廣済堂ブックス / 健康人新書
- 講談社 - オレンジ・ブックス / アフタヌーン新書 / 講談社AKB48新書
- 光文社 - カッパブックス / カッパビジネス / カッパホームス / カッパサイエンス
- 弘文堂 - フロンティア・ブックス
- 子どもの未来社 - 寺子屋新書
- ザメディアジョン - ザメディアジョンMJ新書
- 三一書房 - 三一新書
- 三栄 - サンエイ新書
- 三省堂 - 三省堂新書
- サンガ - サンガ新書
- 四季社 - 四季新書
- 静岡学術出版 - 理工学新書 / 教養新書
- 静岡新聞社 - 静新新書
- 思潮社 - 詩の森文庫
- 下野新聞社 - 下野新聞新書
- 時事通信社 - 時事新書
- 至誠堂 - 至誠堂新書
- 集英社 - コンパクト・ブックス
- 新講社 - ワイド新書
- 出版文化社 - 出版文化社新書
- 主婦の友社 - 主婦の友健康ブックス / JUST BOOKS / 主婦の友新書
- 実業之日本社 - ホリデー新書
- 清水書院 - 清水新書
- 社会新報 - 新報新書
- 小学館 - 小学館101新書 / 小学館よしもと新書
- 情況出版 - 情況新書
- 祥伝社 - ノンブック
- 白石書店 - 白石新書
- 神社新報社 - 神社新報ブックス
- 真珠書院 - パール新書
- 晋遊舎 - 晋遊舎新書
- 新教出版社 - 新教新書
- 駸々堂出版 - 駸々堂ユニコンカラー双書
- 新日本出版社 - 新日本新書
- 青春出版社 - 青春新書
- 専修大学出版局 - SI Libretto
- 創元社 - 創元新書
- ソフトバンク クリエイティブ - ソフトバンク新書
- ソニー・マガジンズ - ソニー・マガジンズ新書 / トレビズ新書
- 大蔵出版 - 大蔵新書
- 第三文明社 - レグルス文庫
- たいまつ社 - たいまつ新書
- 竹書房 - 竹書房新書
- 中央公論新社 - 中公バックス
- 潮文社 - 潮文社新書 / 潮文社リヴ
- 土屋書店 - 知の雑学新書
- ディスカヴァー・トゥエンティワン -DIS+COVERサイエンス
- 東京信友社 - センチュリイブックス
- 東京大学出版会 - 東大新書
- 東京ライフ社 - 東京選書
- 東京図書出版 - TTS新書
- 都政新報社 - 買いたい新書
- 東潮社 - 東潮ライブラリイ
- 南山堂 - 医学教養新書
- 新潟日報事業社 - 朱鷺新書
- 日蓮宗新聞社 - さだるま新書
- 日本医事新報社 - junior新書
- 日本僑報社 - 隣人新書
- 日本経済新聞社 - 日経新書
- 日本実業出版社 - エスカルゴ・ブックス、NJセレクト
- 日本電気文化センター - C&C文庫
- 日本電気協会新聞部 - エネルギー新書
- 日本文芸社 - パンドラ新書 / 日文新書 / 日文PLUS
- 日本放送出版協会 - ラジオ新書 / 生活人新書
- 早川書房 - ハヤカワ新書juice
- 塙書房 - 塙新書
- PHP研究所 - PHPサイエンス・ワールド新書
- 白夜書房 - 競馬王新書 / 落語ファン倶楽部新書 / サッカー小僧新書
- ひるぎ社 - おきなわ文庫
- 冨山房 - 冨山房百科文庫
- 双葉社 - ふたばらいふ新書 / 双葉新書
- 二見書房 - サラ・ブックス
- ぶんか社 - 2ちゃんねる新書
- ベースボール・マガジン社 - スポーツ新書 / ベースボール・マガジン社新書
- ベストセラーズ -ワニの本 / ワニのNEW新書
- へるす出版 - へるす出版新書
- 勉誠出版 - べんせいライブラリー
- 北溟社 - 詩歌句新書（2004年 - 2016年）
- 北海道新聞社 - ミュージアム新書（1981年 - 2014年）
- 鱒書房 - コバルト新書 / 鱒書房ベストセラー新書
- マセマ出版社 - マセマ新書
- 毎日コミュニケーションズ - MYCOM新書 / マイコミ新書
- 三笠書房 - 三笠新書
- みすず書房 - みすず新書
- 明治書院 - 知的な創造のヒント / 新書漢文大系
- 山と溪谷社 -  ヤマケイ山学選書
- 有斐閣 - 有斐閣新書
- 洋泉社 - 新書y / 洋泉社MC新書 / 歴史新書 / 歴史新書y
- 吉野教育図書 - 吉野ろまん新書